# Ассамблея Мелильи
Ассамблея Мелильи (исп.  Asamblea de Melilla) — парламент автономного города Мелилья.
Ассамблея — представительское учреждение города. В отличие от автономных сообществ Испании, автономные города Сеута и Мелилья лишены законодательных полномочий. Функции Ассамблеи Мелильи более напоминают городской совет, но  с расширенными полномочиями, отсутствующих у обычных муниципалитетов, включая право вносить законопроекты и требовать введения правительственных постановлений.
Статус об автономии Мелильи  утверждён Органическим законом от 13 марта 1995 года в соответствии со статьёй 144, б) Конституции, наделяет функциями избрания президента города, который также является председателем Ассамблеи. Ассамблея может вынести вотум недоверия президента. Как и в других автономных сообществах, за парламентом признаётся право представлять законопроекты перед Конгрессом депутатов и вносить ему законодательные предложения.
В Ассамблею избирается 25 депутатов на 4 года. В зависимости от результатов выборов, партия получает определённое количество мест, большинством считается 13 голосов.
После выборов 28 мая 2023 года абсолютное большинство получила Народная партия Испании, 14 из 25 мест. Её представитель Хуан Хосе Имброда Ортис стал мэром-президентом 7 июля. Он ранее уже занимал эту должность в 2000—2019 гг.
Заседания проходят во дворце Ассамблеи на площади Испании, построенном в стиле ар-деко по проекту Энрике Ньето.